# Jos Spee
Jos Spee (Sint Odiliënberg, 23 juli 1953) is een Nederlandse rooms-katholieke priester en pastoor-deken van het dekenaat Venlo-Tegelen.

## Loopbaan

### Beginperiode
Na zijn middelbareschooltijd werd Spee aanvankelijk belastingambtenaar. Drie jaar later werd hij opgeroepen voor de militaire dienstplicht, waarna hij koos voor een carrière in de Rooms-Katholieke Kerk.

### De kerk lonkt
Spee heeft gestudeerd aan het Grootseminarie Rolduc te Kerkrade. In 1980 werd hij tot diaken gewijd en kreeg een benoeming in Nieuwenhagerheide (gemeente Landgraaf). In 1981 werd hij priester gewijd en kreeg een benoeming als kapelaan. In 1983 werd hij benoemd tot kapelaan van Heer (Maastricht) en in 1985 tot pastoor van De Heeg in hetzelfde dekenaat. In 1992 verhuist hij naar Venlo bij zijn benoeming tot pastoor in de Heilige Familieparochie. Met behoud van die functie wordt hij in 1997 tevens pastoor van de andere parochies in Venlo-Oost: Maagdenberg en Don Bosco. Zijn opdracht is de parochies tot een cluster te vormen; dat heeft uiteindelijk geresulteerd in één gezamenlijk kerkbestuur voor de drie parochies.

### Dekenaat
In het najaar van 2008 wordt Spee benoemd tot pastoor-deken van het dekenaat Venlo-Tegelen. Vanaf dat moment heeft hij de leiding over alle parochies in de gemeente Venlo met vanaf 2014 één gezamenlijk kerkbestuur, en zetelt hij tevens in de stadsparochie Sint-Martinus. Per 1 januari 2023 zijn de Venlose parochies ook officieel gefuseerd tot parochie Venlo-Stad.

### Pauselijke onderscheiding
In 2020 kreeg Spee de eretitel Kapelaan van Zijne Heiligheid toegekend door paus Franciscus, bij monde van bisschop Smeets. Deze eretitel valt alleen geestelijken (priesters) ten deel, en sinds de veranderingen die Franciscus heeft doorgevoerd wordt de titel nog maar sporadisch toegekend. Spee kreeg deze eretitel doordat hij vaker in parochies kwam te werken die in moeilijkheden verkeerden. Ook het feit dat hij steeds meer parochies onder zijn hoede kreeg heeft meegespeeld in de benoeming. Een Kapelaan van de Paus, zoals de titel ook wordt genoemd, geeft het recht tot het dragen van klein paars. Bisschop-emeritus Harrie Smeets maakte dit bekend tijdens een eucharistieviering in de Venlose Sint-Martinusbasiliek.

## Maatschappelijke betrokkenheid
Al tijdens zijn aanstelling in Nieuwenhagerheide ging hij zich tevens bezighouden met jongerenwerk. In Venlo bleef hij dit doen: zijn parochies hadden en hebben samen ongeveer 50 misdienaars, die op verschillende basisscholen zaten die hij regelmatig bezoekt.
Ook is Spee erg betrokken bij het vluchtelingenprobleem. Zo heeft hij begin 2023 aangegeven dat vluchtelingen van de Oorlog in Oost-Oekraïne in Venlo hun eigen orthodoxe paasfeest konden vieren, en dat hijzelf als celebrant zou fungeren.

### Jongerenkerk
Ook leidt Spee soms eucharistievieringen in de Jongerenkerk Venlo. Na het overlijden van kapelaan Leo Brueren worden de diensten bij toerbeurt verzorgd door een aantal voorgangers, waaronder ook Spee.

## Varia
- Omdat de Heilige Familiekerk tijdens de Venloop in 2016 slecht bereikbaar was, en tegelijk voor gelovigen palmpasen werd gevierd, liet Spee als ludiek protest in de ochtend de klokken van alle vijf kerken in zijn parochies luiden.[11]
- Het dekenaat heeft 11 rijksmonumenten in bezit. Als deken van het parochiaat Groot-Venlo voert Spee het beheer over deze monumenten.[1]
- Spee is als deken tevens priester van de Kapel van Onze-Lieve-Vrouw van Genooi, de pelgrimskapel op de route van het Pieterpad.